# Finn ábécé
A finn ábécé a finn nyelv írására szolgál. Az ábécé a latin írást használja, formailag megegyezik a svéd ábécével.
Az ábécét a 16. századtól használták, bár ekkor még nem tartalmazta a svéd eredetű betűket. Mivel Finnország 1809-ig Svédország része volt, a hivatalos ügyeket csak svédül lehetett intézni. 1863-tól teljes egészében átvették a svéd ábécét, amit máig használnak. 1892-től a finn is hivatalos nyelv lett a svéd mellett, de ez nem volt hatással az ábécére.
Az ábécé jellegzetessége a svéd ábécében is meglévő Å, Ä, Ö betűk, amiket azonban svéd hatásra az ábécé végére rendeztek. Érdekes, hogy az Å betű hivatalosan ugyan az ábécé része, de a finn helyesírás nem használja, csak régies illetve svéd nevekben.
A teljes, 29 betűből álló ábécé:
A betűk nevei:
A B, C, F, G, Q, W, X, Z és Å betűk csak nevekben, illetve idegen eredetű szavakban fordulnak elő. Általános, hogy a nem nevekben szereplő C, Q, W, X, Z betűket „finnesítik”, azaz átírják őket a finn hangrendszernek megfelelő betűkkel: a C-t k-val, illetve ts-sel vagy egyszerű s-sel; a Q-t általában k-val; a W-t v-vel; az X-et ks-sel vagy egyszerűen s-sel; a Z-t ts-sel vagy egyszerű s-sel. A G csak az ng kapcsolatban található meg a finn nyelvben. Ezen kívül skandináv nevekben találkozhatunk még a Æ, Å, Ø, Ð, Þ betűkkel is, de ezeket is általában átírják a finn ä, ä, ö, d, th megfelelőikkel.
Néhány idegen – főként szláv – eredetű szóban megtalálható még az Š és Ž betű is, melyekkel az [ʃ] és [ʒ] hangokat jelölik, pl.: šakki („sakk”), Tšekki („cseh”), Brežnev („Brezsnyev”). Ezek a betűk az alapbetűik alá rendeződnek, mintha nem is lenne rajtuk mellékjel. Egyes források sh, zh formát használják helyettük, de ez tévedésekre adhat okot, pl.: pasha (két különálló s és h hanggal – „húsvéti édesség”) → pašša („pasa”).

## Külső hivatkozások
- Omniglot.com